# Пинедо, Марио Даниэль
Марио Даниэль Пинедо Чоре (исп. Mario Daniel Pinedo Chore; род. 9 января, 1964) — боливийский футболист, полузащитник.

## Карьера

### Клубная
Играл за «Ориенте Петролеро» и «Реал Санта-Крус».

### В сборной
Выступал за сборную Боливии на чемпионате мира 1994 года. Всего провёл за главную национальную команду 22 матча, в которых забил 3 мяча в ворота соперников.